# Liga Socialista (Italia)
La Liga Socialista (Liga Socialista) (LS) fue un pequeño partido político italiano socialdemócrata.
Sus miembros principales eran Claudio Martelli y Bobo Craxi. En 1998 se unió a Socialistas Italianos y antiguos militantes del PSI para crear Socialistas Demócratas Italianos, del cual Martelli fue elegido diputado líder en 1999.
En 2001, la Liga Socialista se unió al Partido Socialista para formar el Nuevo PSI, aliado con el centro-derecha. Craxi fue elegido presidente del nuevo partido, mientras Martelli fue nombrado portavoz.
Martelli abandono la política en 2004, mientras que Craxi encabezó una escisión del Nuevo PSI en 2006 y puso en marcha Los Socialistas Italianos, que más tarde se unió al moderno Partido Socialista Italiano en 2007.
- Datos: Q2498725